# Ahmed Muradbegović
Ahmed Muradbegović (Gradačac, 3. ožujka 1898. – Dubrovnik, 15. ožujka 1972.), bio je hrvatski i bošnjački književnik, dramaturg, novelist, pjesnik, pisac kazališnih djela i pripovjedaka.

## Životopis
Ahmed Muradbegović je rođen 1898. u Gradačcu. Otac mu je Hilmi-beg, koji po ženskoj liniji potječe iz poznate obitelji Gradaščevića, a po muškoj od tuzlanskog Ahmed-kapetana Muradbegović, dok mu je majka, Alema, rođ. Ibreljić, iz sela Mionice kraj Gradačca. Prema obiteljskom predanju, Muradbegovići su iz Budima doselili u Tuzlansku nahiju, u vrijeme osmanskog napuštanja Ugarske. Brat je slabo poznatog i praktično danas zaboravljenog bošnjačkog pisca Huseina Muradbegovića.
Nakon završene osnovne škole u rodnom mjestu (1910.), pohađao je tri razreda gimnazije u Tuzli, do njena zatvaranja (1914.). Iz Tuzle prelazi u sarajevsku Veliku gimnaziju, koju također zatvaraju, a njega isključuju zbog dovođenja u vezu s akcijama za oslobođenje od Austro-Ugarske. Nakon isključenja, 4. i 5. razred pohađao je u Bihaću, da bi 1917. godine bio mobiliziran u austrougarsku vojsku i u njoj služio do kraja Prvog svjetskog rata. Završni ispit položio je u sarajevskoj gimnaziji 1919. godine. Iste godine upisuje studij prava, a nakon dva semestra prelazi na Filozofski fakultet u Zagrebu, gdje je diplomirao na skupini za nacionalnu povijest (1930.), opću povijest (1931.) i historiju južnoslavenske književnosti, latinski i njemački jezik (1930.). Profesorski ispit položio je 1934. godine. Naporedo je završio Glumačku školu u Zagrebu (1920.–1922.). 
Kao glumac je nastupao u Hrvatskom narodnom kazalištu u Zagrebu a igrao je pod imenom A. M. Begović. Već 1921. radi kao nastavnik na Glumačkoj školi i kao profesor u gimnaziji.
Nakon ukidanja Glumačke škole, u narednom desetljeću radi kao profesor maternjeg jezika, povijesti i zemljopisa. Godine 1931. postavljen je za suplenta Prve realne gimnazije u Zagrebu te, potom, premješten na mjesto suplenta Realne gimnazije u Karlovcu i dodijeljen na rad Prvoj realnoj gimnaziji u Zagrebu (1933). Državni stručni ispit položio je 1934. godine, koji je bio nužan za pripravnike državnih središnjih kazališta. U razdoblju između dva svjetska rata bio je kandidat za upravnika Splitskog i Sarajevskog kazališta. Kandidature nisu uspjele zbog Muradbegovićevih odbijanja da se uključi u članstvo ondašnjih političkih stranaka. Za upravnika Hrvatskog državnog kazališta u Sarajevu imenovan je 1941. i tu je dužnost obnašao sve do travnja 1945. godine. Od 19. travnja 1945. do 21. ožujka 1946. godine nalazi se na izdržavanju zatvorske kazne u Sarajevu i Zenici zbog angažmana u radu Hrvatskog državnog kazališta u Sarajevu.
Od 1946. do 1947. godine radio je kao korespondent u Sreskom zadružnom savezu u Gradačcu, a 1947. godine premješten je za korespondenta u Gradskom narodnom poduzeću za snadbjevanje u Tuzli, sa zadatkom da, uz suradnju s kasnijim upravnikom Narodnog kazališta u Tuzli, osnuje dramsku sekciju "Mitar Trifunović Učo", koja će kasnije prerasti u samostalnu profesionalnu kazališnu ustanovu. Nakon sudjelovanja u osnivanju Tuzlanskog kazališta, honorarno je angažiran u njegovom radu od 1949. godine. Poslije povratka građanskih prava, službuje u ovom kazalištu od 1950. do 1954. godine (kao reditelj od 1950. do 1952., a potom i kao umjetnički rukovoditelj od 1952. do 1954. godine). Uz ove poslove sudjeluje u osnivanju časopisa Pozorište (1954.) i angažira se na ostvarivanju avangardističkog narodnog teatra. Od 1954. do 1957. godine zaposlen je kao reditelj i umjetnički rukovoditelj u Narodnom kazalištu u Dubrovniku. Uključuje se u akciju pokretanja i osnivanja Dubrovačkih ljetnih igara, potom radi kao ravnatelj drame u Banjoj Luci. U mirovini je od 1960., nakon čega prelazi u Dubrovnik i u njemu ostaje do same smrti 15. ožujka 1972. godine. Sahranjen je upravo u Dubrovniku, na groblju Boninovo.

## Književno stvaralaštvo
Muradbegović ulazi u književnost 1921. godine svojom zbirkom pjesama Haremska lirika. Novelističke zbirke, bošnjačke tematike, pisane su pod utjecajem ekspresionističke poetike, ali i s elementima tradicije, u smislu poetike preporodnog modernizma i postpreporodnog tradicionalizma (Nojemova lađa, 1924; Haremske novele, 1924; Svijet u opancima, 1936; U vezirovim odajama, 1941). Najviše priznanja stekao je dramama, posebno ekspresionističkom dramom Bijesno pseto (1926), tematski vezanom za borbu osamljenog pojedinca s gomilom, za koju je dobio Demetrovu nagradu. Drame je većinom objavljivao u časopisima, a izvođene su u kazalištima u Zagrebu, Sarajevu, Banjoj Luci i Zenici, ali i na inozemnim pozornicama. Valja napomenuti da je svoje drame uglavnom napisao po svojim novelama. Objavio je i povijesnu studiju Omer-paša Latas u Bosni (1944.), dok mu je posmrtno objavljen roman Ponos (2004), "roman iz muslimanskog aristokratskog života". 
Pored Hamze Hume, najznačajniji je predstavnik avangarde u bošnjačkoj književnosti. Kompletan književni opus ovog autora najočitiji je primjer unutarnje višestrukosti i naporednosti u bošnjačkoj književnosti između dva svjetska rata, odnosno njenih neoizama i poetičkih alijansi, koje pogotovo kod Muradbegovića znače ne samo obnavljanje elemenata preporodnog modernizma, već i elemenata postporeporodnog tradicionalizma, uključujući i priču o prošlosti.
Djela su mu mnogo pridonijela hrvatskoj kulturi. Još kao mlad je uvršten u knjigu Znameniti i zaslužni Hrvati (925.-1925.), a nalazi se tekst o njemu i u knjizi Pjesništvo hrvatskog ekspresionizma Cvjetka Milanje iz 2002. godine.

## Djela
- Haremska lirika, Zagreb, 1921.
- Haremske novele, Zagreb, 1924.
- Nojemova ladja, novele, Zagreb, 1924.
- Majka, drama u tri čina, Zagreb, 1934.
- Na Božjem putu, drama u tri čina, Novi Sad, 1936.
- Svijet u opancima, pripovijetke, Beograd, 1936.
- U vezirovim odajama, novele, Sarajevo, 1941.
- Husein-beg Gradaščević, drama iz tri čina, Sarajevo, 1942. (Za ovu dramu je dobio najveća priznanja.)
- Omer-Paša Latas u Bosni 1850. – 1852., Zagreb, 1944.
- Ljubav u planini, drama iz tri čina iz narodnog života s igranjem i pjevanjem, Sarajevo, 1944. (Ova drama je poslužila za libreto opere Jakova Gotovca "Morana")[2]
- Izabrana djela / A. Muradbegović, J. Kušan, A. Dean, A. Nametak, prir. Dubravko Jelčić, Pet stoljeća hrvatske književnosti, knj. 108, Matica hrvatska-Zora, Zagreb, 1969.

## Nagrade
- Za svoju ekspresionističku dramu Bijesno pseto dobio je Demetrovu nagradu u sezoni 1925/1926., a istu nagradu dobio je i u sezoni 1941/1942., za dramu Husein-beg Gradaščević.[4]

## Vanjske poveznice
- HRT  Arhivirana inačica izvorne stranice od 17. prosinca 2007. (Wayback Machine) Na današnji dan